# Нигринијан
Нигринијан (лат. Nigrinianus) био је можда син цара Карина и његове жене Магније Урбике.
Нигринијан се родио око 283. године. На његовим ретким посмртним новчићима стоји следећи натпис: „божанствени Нигринијан, Каров унук“ (лат. divus Nigrinianus, nepos Cari). Међутим, судећи по имену, могао је бити и Каров унук по женској линији. Уосталом, Кар је имао и ћерку Аурелију Паулину.
Нигринијан је умро 284/285. године. За живота није био проглашен ни за цезара, ни за августа, али је проглашен за божанство (деификован) после смрти.